# Cromatge

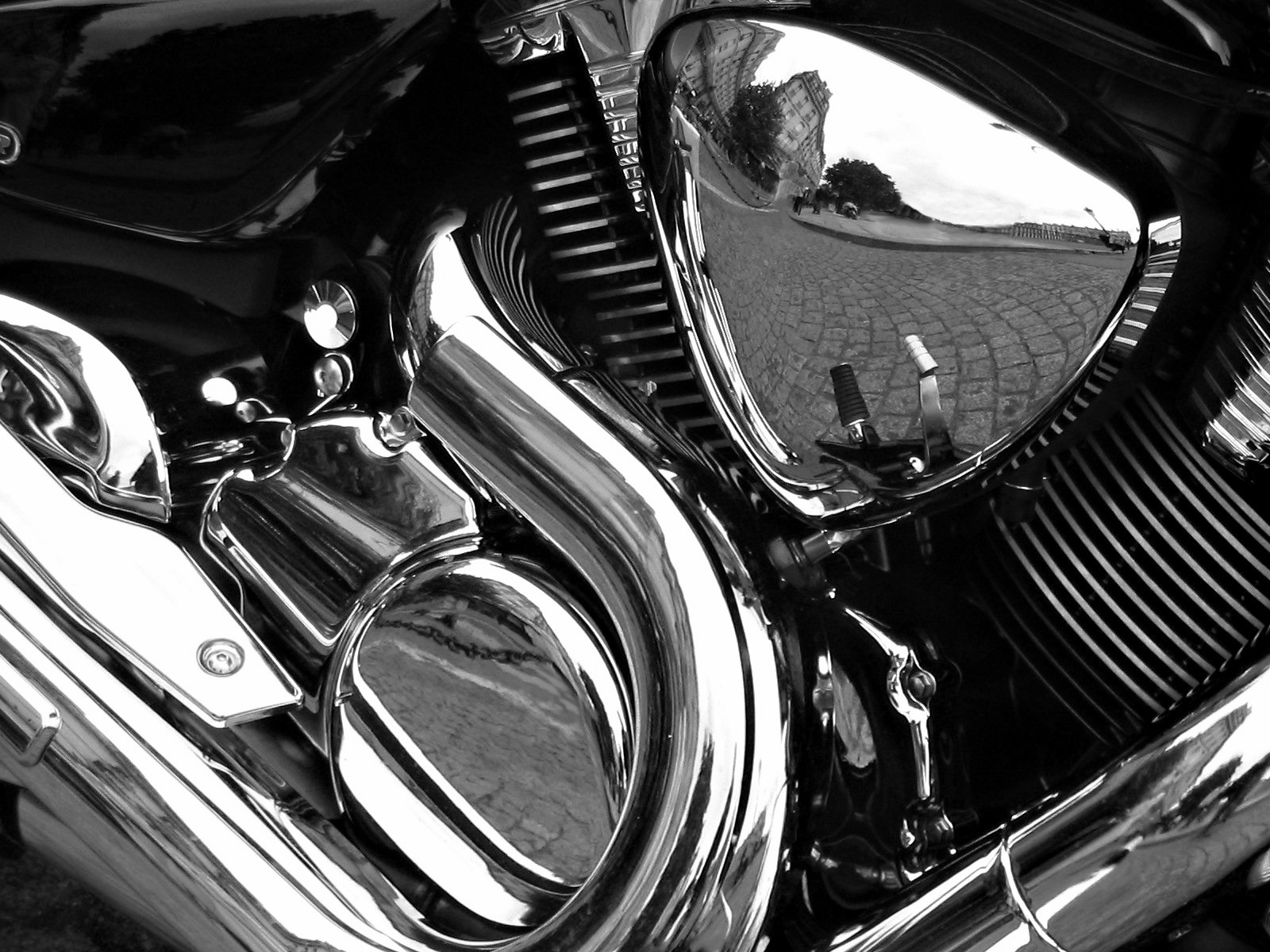
Acabats cromats en una motocicleta

El cromatge o cromat és un galvanitzat, basat en l'electròlisi, mitjançant el qual es diposita una fina capa de crom normalment en estats fos sobre objectes metàl·lics o fins i tot plàstics. El recobriment electrolític amb crom és usat extensivament en la indústria per a protegir superfícies metàl·liques de la corrosió, millorar el seu aspecte i les seves prestacions.

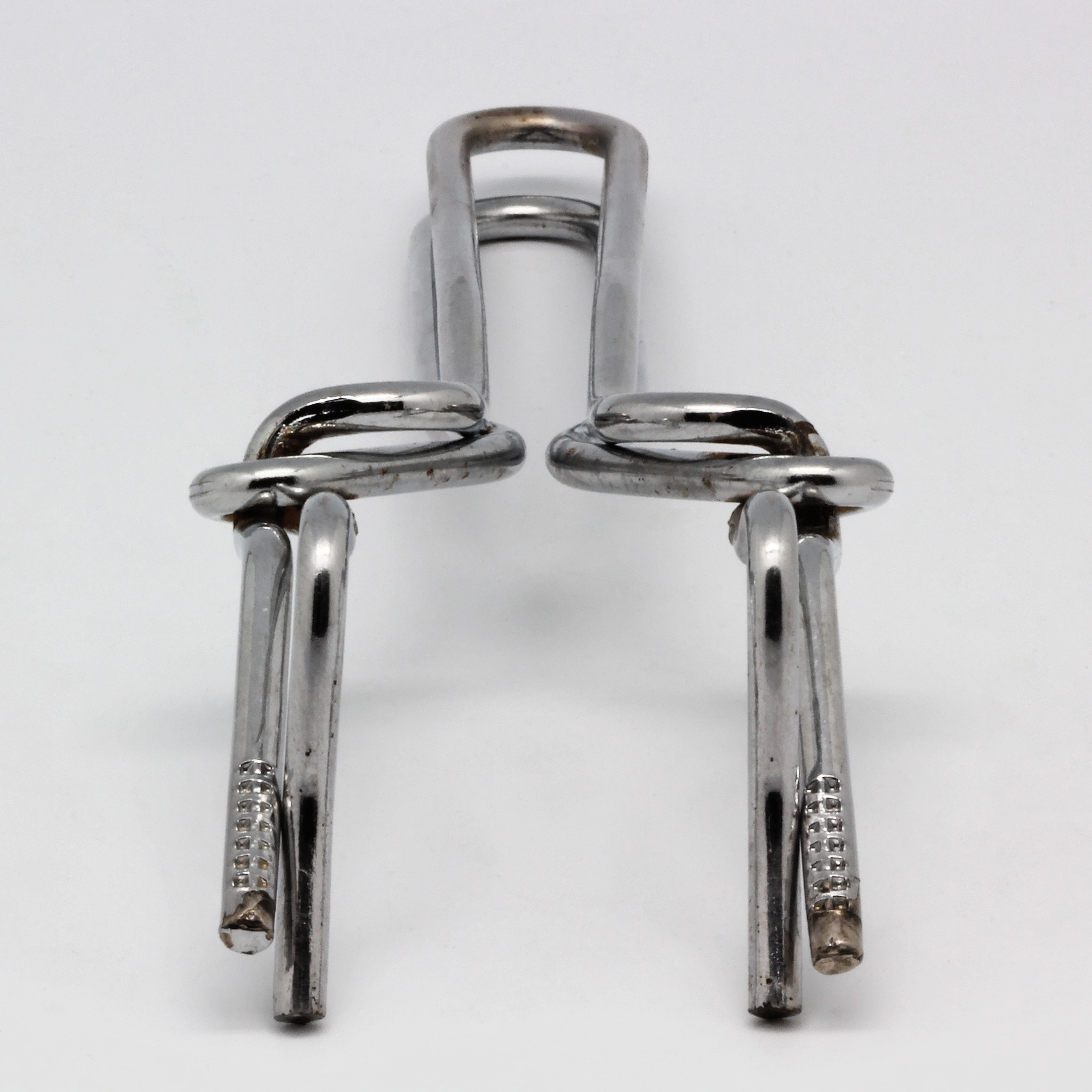
Pinces cromades

## Procediment
En un bany electrolític de crom es dissol àcid cròmic en aigua i s'afegeix àcid sulfúric. S'usa com a ànode un elèctrode de plom o grafit. El plom serveix com a ànode perquè es forma una placa d'òxid de plom que és conductor però impedeix que la resta se segueixi corroint per oxidació. Contràriament a altres banys com el níquel, el crom dipositat al càtode prové de l'àcid cròmic dissolt i no de l'ànode, motiu pel qual es va empobrint el crom a la solució. Amb l'ús el crom s'esgota i cal afegir més àcid cròmic.

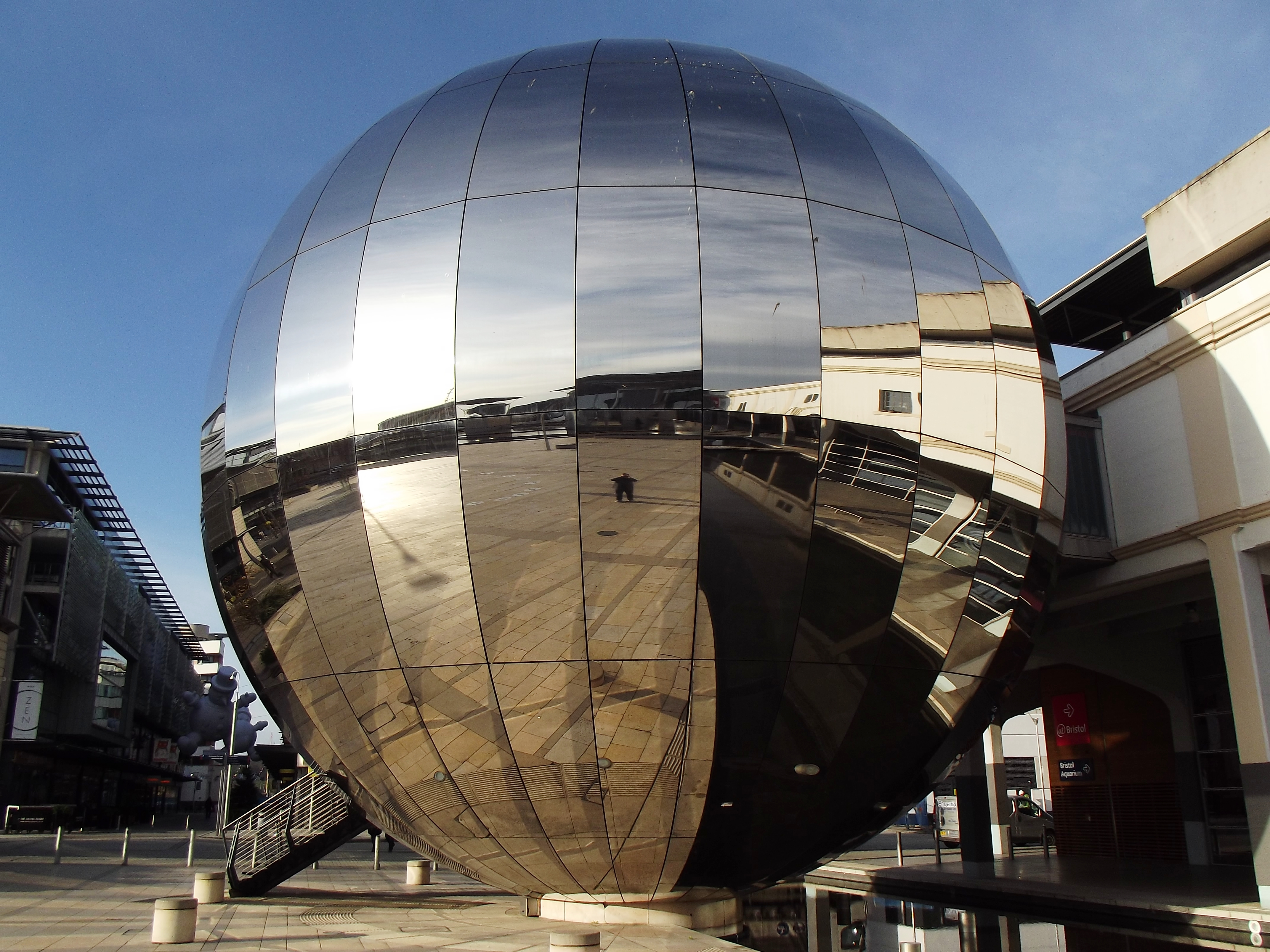
Planetari de Bristol

### Sobre metall
El crom dur són dipòsits electrolítics de gruix relativament elevat (0,1 mm) que es dipositen en peces que han de suportar grans esforços de desgast. Es realitza especialment en seients de vàlvules, coixinets i cigonyals, eixos de pistons hidràulics i qualsevol lloc on calgui duresa i precisió.
El crom brillant o decoratiu són capes fines de crom que es dipositen sobre coure, llautó o níquel per millorar el seu aspecte. Un exemple d'aquest ús són les aixetes domèstiques.
El crom té poc poder de protecció, especialment si les capes dipositades són de gruixos petits (1 μm). És per això que les superfícies que es cobreixen han d'ésser ben polides, brillants i desengreixades. El crom s'aplica bé sobre coure, níquel i acer; però no sobre zinc o fundicions.

### Sobre plàstic
El crom hexavalent (Cr (VI)) és el material més usat per la majoria d'empreses dedicades al metal·litzat, concretament al cromatge. Una de les grans desavantatges que presenta aquest material és el seu potencial cancerigen. S'està desenvolupant un nou procés basat en una tecnologia d'autoacoblament molecular (SAM - Self Assembly Methodology) mitjançant l'ús de nanopartícules, el que permetrà evitar l'ús d'aquest material. Aquesta tècnica ja ha estat desenvolupada a escala de laboratori a Espanya. Els principals objectius del projecte són:
- Desenvolupar un procés de cromatge integrat de superfícies plàstiques. Aquest procés serà de baix cost i sostenible per al medi ambient eliminant l'ús de l'àcid cròmic, els catalitzadors de pal·ladi i dipòsits electroquímics de níquel.
- Reduir el temps i nombre de tancs de cromatge i esbandit necessaris en el procés. Això implica reduir el consum d'aigua i el volum de residus.
- Oferir flexibilitat en el tipus de materials plàstics. El nou sistema de cromatge es podrà aplicar a un ventall més elevat de plàstics.
- Incrementar l'estabilitat del procés comparat amb el clàssic procés de metal·lització química.